# Winter World University Games 2025/Teilnehmer (Kasachstan)
| Gelbes Symbol für Goldmedaillen mit stilisierten Olympischen Ringen | Graues Symbol für Silbermedaillen mit stilisierten Olympischen Ringen | Braundes Symbol für Bronzemedaillen mit stilisierten Olympischen Ringen |
| ------------------------------------------------------------------- | --------------------------------------------------------------------- | ----------------------------------------------------------------------- |
| 3                                                                   | 4                                                                     | 7                                                                       |

Kasachstan nahm mit 102 Athleten (53 Männer und 49 Frauen) an den Winter World University Games 2025 in Turin teil.

## Medaillen

### Medaillenspiegel
| Rang   | Sportart         | Gold | Silber | Bronze | Gesamt |
| ------ | ---------------- | ---- | ------ | ------ | ------ |
| 1      | Freestyle-Skiing | 2    | 2      | —      | 4      |
| 2      | Biathlon         | 1    | —      | 2      | 3      |
| 3      | Para Skilanglauf | —    | 2      | 2      | 4      |
| 4      | Shorttrack       | —    | —      | 2      | 2      |
| 5      | Eiskunstlauf     | —    | —      | 1      | 1      |
| Gesamt | Gesamt           | 3    | 4      | 7      | 14     |

### Medaillengewinner
| Name/n | Sportart         | Wettkampf                            |
| --- | ---------------- | ------------------------------------ |
| Gold |                  |                                      |
| Anastassija Gorodko | Freestyle-Skiing | Moguls                               |
| Anastassija Gorodko | Freestyle-Skiing | Dual Moguls                          |
| Nikita Akimow | Biathlon         | 10 km Sprint                         |
| Silber |                  |                                      |
| Ayaulym Amrenowa | Freestyle-Skiing | Dual Moguls                          |
| Anton Bondarew | Freestyle-Skiing | Dual Moguls                          |
| Denis Zinow | Para Skilanglauf | 10 km Freistil (Stehend)             |
| Denis Zinow | Para Skilanglauf | 1 km Sprint klassisch (Stehend)      |
| Bronze |                  |                                      |
| Roman Kurbanow | Para Skilanglauf | 10 km Freistil (Sehbehindert)        |
| Roman Kurbanow | Para Skilanglauf | 1 km Sprint klassisch (Sehbehindert) |
| Malika Jermek Jana Chan (Viertelfinale) Walerij Klimenko Dinmuchamedaldijar Taschibay Alina Äschighalijewa (Halbfinale, Finale) | Shorttrack       | 2000 m Staffel                       |
| Sanjar Schanissow Aibek Termichan Dinmuchamedaldijar Taschibay Walerij Klimenko Alischer Abulkatimow (Halbfinale)               | Shorttrack       | 5000 m Staffel                       |
| Sofja Samodelkina | Eiskunstlauf     | Einzel                               |
| Arina Krjukowa | Biathlon         | 7,5 km Sprint                        |
| Kirill Bauer | Biathlon         | 15 km Massenstart                    |

## Teilnehmer nach Sportarten

### Biathlon
| Athleten                      | Wettbewerbe          | Zeit        | Fehler        | Rang   |
| ----------------------------- | -------------------- | ----------- | ------------- | ------ |
| Frauen                        |                      |             |               |        |
| Milana Genewa                 | 7,5 km Sprint        | 25:08,5 min | 4 (0+4)       | 18     |
| Milana Genewa                 | 10 km Verfolgung     | 40:33,6 min | 3 (1+1+0+1)   | 8      |
| Milana Genewa                 | 12,5 km Massenstart  | 44:06,4 min | 4 (0+1+1+2)   | 7      |
| Arina Krjukowa                | 7,5 km Sprint        | 23:17,6 min | 2 (0+2)       | Bronze |
| Arina Krjukowa                | 10 km Verfolgung     | 39:36,4 min | 4 (1+0+1+2)   | 6      |
| Arina Krjukowa                | 12,5 km Massenstart  | 45:08,2 min | 3 (2+1+0+0)   | 11     |
| Arina Krjukowa                | 12,5 km Einzel       | 43:31,3 min | 7 (2+1+2+2)   | 23     |
| Aischa Rakischewa             | 7,5 km Sprint        | 24:46,8 min | 4 (2+2)       | 14     |
| Aischa Rakischewa             | 10 km Verfolgung     | DSQ         | DSQ           | DSQ    |
| Aischa Rakischewa             | 12,5 km Massenstart  | 45:13,4 min | 6 (2+1+1+2)   | 12     |
| Aischa Rakischewa             | 12,5 km Einzel       | 43:43,4 min | 8 (0+1+3+4)   | 25     |
| Alina Skripkina               | 7,5 km Sprint        | 25:22,6 min | 4 (1+3)       | 21     |
| Alina Skripkina               | 10 km Verfolgung     | 43:25,5 min | 4 (2+1+0+1)   | 19     |
| Alina Skripkina               | 12,5 km Massenstart  | 46:45,6 min | 6 (3+1+1+1)   | 17     |
| Alina Skripkina               | 12,5 km Einzel       | 43:27,2 min | 5 (1+1+2+1)   | 21     |
| Polina Jegorowa               | 12,5 km Einzel       | 40:32,4 min | 4 (0+3+0+1)   | 11     |
| Männer                        |                      |             |               |        |
| Nikita Akimow                 | 10 km Sprint         | 23:34,1 min | 0 (0+0)       | Gold   |
| Nikita Akimow                 | 12,5 km Verfolgung   | 39:08,7 min | 4 (0+0+3+1)   | 5      |
| Nikita Akimow                 | 15 km Massenstart    | 44:30,3 min | 5 (0+3+1+1)   | 7      |
| Nikita Akimow                 | 15 km Einzel         | 40:07,5 min | 3 (1+1+1+0)   | 6      |
| Kirill Bauer                  | 10 km Sprint         | 24:09,2 min | 0 (0+1)       | 9      |
| Kirill Bauer                  | 12,5 km Verfolgung   | 40:14,7 min | 1 (0+0+1+0)   | 9      |
| Kirill Bauer                  | 15 km Massenstart    | 43:26,9 min | 4 (1+0+0+3)   | Bronze |
| Kirill Bauer                  | 15 km Einzel         | 41:07,0 min | 4 (1+1+1+1)   | 11     |
| Wladislaw Kirejew             | 10 km Sprint         | 24:34,6 min | 0 (0+1)       | 13     |
| Wladislaw Kirejew             | 12,5 km Verfolgung   | 39:23,0 min | 3 (1+1+0+1)   | 6      |
| Jerschanat Quandyq            | 10 km Sprint         | 25:29,0 min | 3 (2+1)       | 23     |
| Jerschanat Quandyq            | 12,5 km Verfolgung   | 40:37,2 min | 2 (0+1+1+0)   | 11     |
| Jerschanat Quandyq            | 15 km Massenstart    | 46:29,5 min | 6 (2+1+2+1)   | 19     |
| Jerschanat Quandyq            | 15 km Einzel         | 41:12,5 min | 3 (0+1+2+0)   | 12     |
| Wadim Kurales                 | 15 km Massenstart    | 43:49,8 min | 5 (1+0+2+2)   | 6      |
| Wadim Kurales                 | 15 km Einzel         | 41:45,1 min | 6 (4+1+0+1)   | 15     |
| Mixed                         |                      |             |               |        |
| Polina Jegorowa Nikita Akimow | Single-Mixed-Staffel | 40:17,8 min | 1+7 (1+3 0+4) | 4      |

### Eiskunstlauf
| Athleten            | Wettbewerbe | Kurzprogramm/ Rhythmustanz | Kurzprogramm/ Rhythmustanz | Kür    | Kür  | Gesamt | Gesamt |
| Athleten            | Wettbewerbe | Punkte                     | Rang                       | Punkte | Rang | Punkte | Rang   |
| ------------------- | ----------- | -------------------------- | -------------------------- | ------ | ---- | ------ | ------ |
| Frauen              |             |                            |                            |        |      |        |        |
| Sofja Samodelkina   | Einzel      | 66,43                      | 2                          | 124,53 | 4    | 190,96 | Bronze |
| Männer              |             |                            |                            |        |      |        |        |
| Dias Jirenbajew     | Einzel      | 62,28                      | 17                         | 123,81 | 14   | 186,09 | 14     |
| Nikita Kirwoschejew | Einzel      | 62,36                      | 16                         | 114,00 | 18   | 176,36 | 17     |
| Michail Schaidorow  | Einzel      | 91,79                      | 4                          | 168,36 | 4    | 260,15 | 4      |

### Eishockey
| Wettbewerb               | Männer | Frauen |
| ------------------------ | --- | --- |
| Athleten                 | Dschelal-ad-Din Amirbekow Wladimir Nikitin Maxim Pawlenko Beibarys Orasow Iwan Gawrilenko Aslan Schusupbekow Abylaichan Suleimenow Gleb Reschetko Kirill Nikitin Roman Bolschedworskij Oleg Bojko Nikolai Schulga Ruslan Demin Dias Gusseinow Kirill Ljapunow Maxim Musorow Alexander Pantschenko Jan Tjutjunkow Semjon Simonow Andrej Bujalskij Denis Tschaporow Andil Beisembajew Danil Tsybin | Diana Iskakowa Polina Gowtwa Alexandra Bjstrowa Katrin Meskini Almira Ibragimowa Polina Jakowlewa Alina Umrichina Aruchan Kenessowa Anna Pjatkowa Karina Amirowa Alina Iwantschenko Darja Chochlowa Munira Sayakhatkyzy Karina Sulaimanowa Polina Mokina Darja Adlikhan Madjanna Nussupowa Alexandre Schegay Dilnaz Sayachatkyzy Scholpan Tokkoscha Regina Saltjssowa Jekaterina Kutsenko |
| Vorrunde                 | Schweden 9:2 Südkorea 7:1 Kanada 3:4 n. P. Tschechien 1:3 | Japan 0:10 Tschechien 1:11 Vereinigte Staaten 0:5 |
| Viertelfinale            | Slowakei 1:2 | — |
| Halbfinale Platz 5 bis 8 | — | Chinesisch Taipeh 4:3 |
| Spiel um Platz 5         | Tschechien 5:2 | Vereinigte Staaten 2:8 |
| Rang                     | 5 | 6 |

### Freestyle-Skiing
| Athleten            | Wettbewerbe | Qualifikation | Qualifikation | Finale  | Finale  | Finale        | Finale        | Rang |
| Athleten            | Wettbewerbe | Qualifikation | Qualifikation | Runde 1 | Runde 1 | Runde 2       | Runde 2       | Rang |
| Athleten            | Wettbewerbe | Punkte        | Rang          | Punkte  | Rang    | Punkte        | Rang          | Rang |
| ------------------- | ----------- | ------------- | ------------- | ------- | ------- | ------------- | ------------- | ---- |
| Frauen              |             |               |               |         |         |               |               |      |
| Anastassija Gorodko | Moguls      | 76,75         | 1             | 77,19   | 1       | 79,79         | 1             | Gold |
| Ayaulym Amrenowa    | Moguls      | 71,70         | 2             | 71,16   | 4       | 70,52         | 5             | 5    |
| Männer              |             |               |               |         |         |               |               |      |
| Anton Bondarew      | Moguls      | 70,69         | 11            | 71,91   | 8       | ausgeschieden | ausgeschieden | 8    |
| Fjodor Bugakow      | Moguls      | 71,44         | 9             | 73,41   | 5       | 70,12         | 5             | 5    |
| Maxim Jemeljanow    | Moguls      | 69,27         | 12            | 62,77   | 15      | ausgeschieden | ausgeschieden | 15   |
| Semjon Russakow     | Moguls      | 67,86         | 13            | 63,26   | 14      | ausgeschieden | ausgeschieden | 14   |

| Athleten            | Wettbewerbe | Vorlauf | Vorlauf  | Gruppenphase | Gruppenphase | Halbfinale    | Halbfinale    | Finale                   | Finale        | Rang   |
| Athleten            | Wettbewerbe | Gegner  | Ergebnis | Punkte       | Rang         | Gegner        | Ergebnis      | Gegner                   | Ergebnis      | Rang   |
| ------------------- | ----------- | ------- | -------- | ------------ | ------------ | ------------- | ------------- | ------------------------ | ------------- | ------ |
| Frauen              |             |         |          |              |              |               |               |                          |               |        |
| Anastassija Gorodko | Dual Moguls | —       | —        | 9            | 1            | Taguchi       | 15:10         | Amrenowa                 | 16:9          | Gold   |
| Ayaulym Amrenowa    | Dual Moguls | —       | —        | 9            | 1            | Ito           | 16:9          | Gorodko                  | 9:16          | Silber |
| Männer              |             |         |          |              |              |               |               |                          |               |        |
| Anton Bondarew      | Dual Moguls | Freilos | Freilos  | 11           | 1            | Crockett      | 13:12         | Kawaoka                  | 10:15         | Silber |
| Fjodor Bugakow      | Dual Moguls | Freilos | Freilos  | 11           | 1            | Kawaoka       | 8:17          | Kleines Finale: Crockett | 10:15         | 4      |
| Maxim Jemeljanow    | Dual Moguls | Spalter | 15:10    | 9            | 4            | ausgeschieden | ausgeschieden | ausgeschieden            | ausgeschieden | =13    |
| Semjon Russakow     | Dual Moguls | Freilos | Freilos  | 10           | 3            | ausgeschieden | ausgeschieden | ausgeschieden            | ausgeschieden | =10    |

### Para Skilanglauf
| Athleten       | Wettbewerbe                          | Qualifikation | Qualifikation | Gesamt      | Gesamt |
| Athleten       | Wettbewerbe                          | Zeit          | Rang          | Zeit        | Rang   |
| -------------- | ------------------------------------ | ------------- | ------------- | ----------- | ------ |
| Männer         |                                      |               |               |             |        |
| Roman Kurbanow | 1 km Sprint klassisch (Sehbehindert) | 4:36,29 min   | 3             | 4:40,9 min  | Bronze |
| Roman Kurbanow | 10 km Freistil (Sehbehindert)        | —             | —             | 28:17,1 min | Bronze |
| Denis Zinow    | 1 km Sprint klassisch (Stehend)      | —             | —             | 4:30,5 min  | Silber |
| Denis Zinow    | 10 km Freistil (Stehend)             | —             | —             | 29:56,1 min | Silber |

### Shorttrack
| Athleten | Wettbewerbe    | Qualifikation | Qualifikation | Vorlauf       | Vorlauf       | Viertelfinale | Viertelfinale | Halbfinale    | Halbfinale    | Finale                 | Finale        | Rang   |
| Athleten | Wettbewerbe    | Zeit          | Rang          | Zeit          | Rang          | Zeit          | Rang          | Zeit          | Rang          | Zeit                   | Rang          | Rang   |
| --- | -------------- | ------------- | ------------- | ------------- | ------------- | ------------- | ------------- | ------------- | ------------- | ---------------------- | ------------- | ------ |
| Frauen |                |               |               |               |               |               |               |               |               |                        |               |        |
| Alina Äschighalijewa | 1000 m         | —             | —             | 1:36,010 min  | 2             | 1:33,495 min  | 3             | ausgeschieden | ausgeschieden | ausgeschieden          | ausgeschieden | 11     |
| Alina Äschighalijewa | 1500 m         | —             | —             | —             | —             | 2:42,309 min  | 3             | 2:31,221 min  | 3             | 2:39,906 min           | 7             | 7      |
| Jana Chan | 500 m          | —             | —             | ADV           | 4             | 45,632 s      | 1             | 45,519 s      | 3             | B-Finale: 45,039 s     | 1             | 6      |
| Jana Chan | 1000 m         | —             | —             | 1:35,265 min  | 4             | ausgeschieden | ausgeschieden | ausgeschieden | ausgeschieden | ausgeschieden          | ausgeschieden | 26     |
| Anastassija Galechina | 1500 m         | —             | —             | —             | —             | 2:54,287 min  | 3             | 2:32,027 min  | 5             | B-Finale: DNS          | B-Finale: DNS | DNS    |
| Zeinep Kumarkan | 500 m          | —             | —             | 45,712 s      | 2             | 45,179 s      | 3             | 45,001 s      | 4             | B-Finale: 45,116 s     | 2             | 7      |
| Malika Jermek | 500 m          | —             | —             | 44,920 s      | 1             | PEN           | PEN           | ausgeschieden | ausgeschieden | ausgeschieden          | ausgeschieden | 20     |
| Malika Jermek | 1000 m         | —             | —             | 1:34,663 min  | 1             | 1:33,392 min  | 1             | 1:33,525 min  | 3             | B-Finale: 1:34,512 min | 2             | 7      |
| Polina Omeltschuk | 1500 m         | —             | —             | —             | —             | 2:35,871 min  | 4             | 2:32,155 min  | 7             | ausgeschieden          | ausgeschieden | 19     |
| Malika Jermek Alina Äschighalijewa Polina Omeltschuk Jana Chan                                                                  | 3000 m Staffel | —             | —             | —             | —             | —             | —             | PEN           | PEN           | ausgeschieden          | ausgeschieden | 7      |
| Männer |                |               |               |               |               |               |               |               |               |                        |               |        |
| Alischer Abulkatimow | 1000 m         | 1:33,940 min  | 3             | 1:34,562 min  | 5             | ausgeschieden | ausgeschieden | ausgeschieden | ausgeschieden | ausgeschieden          | ausgeschieden | 28     |
| Alischer Abulkatimow | 1500 m         | —             | —             | —             | —             | 2:34,605 min  | 3             | 2:21,368 min  | 5             | B-Finale: 2:30,014 min | 4             | 11     |
| Walerij Klimenko | 500 m          | 42,545 s      | 1             | 41,624 s      | 2             | 41,684 s      | 3             | 42,951 s      | 4             | B-Finale: DNS          | B-Finale: DNS | DNS    |
| Dinmuchamedaldijar Taschibay | 500 m          | 41,732 s      | 2             | 42,337 s      | 1             | 42,722 s      | 3             | ausgeschieden | ausgeschieden | ausgeschieden          | ausgeschieden | 10     |
| Damir Kurmanow | 1000 m         | 1:26,580 min  | 2             | 1:32,508 min  | 2             | 1:29,143 min  | 3             | ausgeschieden | ausgeschieden | ausgeschieden          | ausgeschieden | 12     |
| Damir Kurmanow | 1500 m         | —             | —             | —             | —             | 2:25,516 min  | 4             | ausgeschieden | ausgeschieden | ausgeschieden          | ausgeschieden | 26     |
| Sanjar Schanissow | 1000 m         | 1:30,736 min  | 2             | 1:34,776 min  | 5             | ausgeschieden | ausgeschieden | ausgeschieden | ausgeschieden | ausgeschieden          | ausgeschieden | 24     |
| Aibek Termichan | 500 m          | 42,869 s      | 4             | ausgeschieden | ausgeschieden | ausgeschieden | ausgeschieden | ausgeschieden | ausgeschieden | ausgeschieden          | ausgeschieden | 29     |
| Aibek Termichan | 1500 m         | —             | —             | —             | —             | 2:23,838 min  | 5             | ausgeschieden | ausgeschieden | ausgeschieden          | ausgeschieden | 31     |
| Sanjar Schanissow Aibek Termichan Dinmuchamedaldijar Taschibay Walerij Klimenko Alischer Abulkatimow (Halbfinale)               | 5000 m Staffel | —             | —             | —             | —             | —             | —             | 7:30,825 min  | 3             | 7:03,776 min           | 3             | Bronze |
| Mixed |                |               |               |               |               |               |               |               |               |                        |               |        |
| Malika Jermek Jana Chan (Viertelfinale) Walerij Klimenko Dinmuchamedaldijar Taschibay Alina Äschighalijewa (Halbfinale, Finale) | 2000 m Staffel | —             | —             | —             | —             | 2:46,449 min  | 2             | 2:43,449 min  | 2             | 2:44,815 min           | 3             | Bronze |

### Ski Alpin
| Athleten               | Wettbewerbe  | 1. Lauf     | 1. Lauf | 2. Lauf     | 2. Lauf | Gesamt      | Gesamt |
| Athleten               | Wettbewerbe  | Zeit        | Rang    | Zeit        | Rang    | Zeit        | Rang   |
| ---------------------- | ------------ | ----------- | ------- | ----------- | ------- | ----------- | ------ |
| Frauen                 |              |             |         |             |         |             |        |
| Alexandra Skorochodowa | Riesenslalom | 1:05,55 min | 16      | 1:05,53 min | 26      | 2:11,08 min | 19     |
| Alexandra Skorochodowa | Slalom       | 39,83 s     | 1       | 40,22 s     | 27      | 1:20,05 min | 12     |
| Xenija Beresnaja       | Riesenslalom | 1:17,51 min | 65      | 1:15,12 min | 54      | 2:32,63 min | 54     |
| Xenija Beresnaja       | Slalom       | 50,72 s     | 53      | 49,30 s     | 49      | 1:40,02 min | 49     |

### Skilanglauf
| Athleten                                                                    | Wettbewerbe                   | Zeit          | Rang |
| --------------------------------------------------------------------------- | ----------------------------- | ------------- | ---- |
| Frauen                                                                      |                               |               |      |
| Alessija Botschkarjewa                                                      | 10 km Freistil                | DNF           | DNF  |
| Alessija Botschkarjewa                                                      | 20 km Massenstart klassisch   | 1:18:40,7 h   | 24   |
| Marija Geratschenko                                                         | 10 km Freistil                | 34:40,7 min   | 60   |
| Laura Kinybajew                                                             | 10 km Freistil                | 29:56,4 min   | 20   |
| Anastassija Rotowa                                                          | 10 km Freistil                | 31:31,1 min   | 38   |
| Anastassija Rotowa                                                          | 20 km Massenstart klassisch   | 1:12:01,6 h   | 15   |
| Jelisaweta Tolmatschjowa                                                    | 10 km Freistil                | 32:11,1 min   | 45   |
| Jelisaweta Tolmatschjowa                                                    | 20 km Massenstart klassisch   | DNS           | DNS  |
| Assem Schumagazijewa                                                        | 10 km Freistil                | 33:21,8 min   | 55   |
| Assem Schumagazijewa                                                        | 20 km Massenstart klassisch   | 1:20:39,4 h   | 26   |
| Marija Geratschenko Anastassija Rotowa Laura Kinybajew Assem Schumagazijewa | 4 × 7,5 km klassisch/Freistil | 1:29:43,0 h   | 9    |
| Männer                                                                      |                               |               |      |
| Sultan Basarbekow                                                           | 10 km Freistil                | 25:19,7 min   | 19   |
| Sultan Basarbekow                                                           | 20 km Massenstart klassisch   | 57:59,5 min   | 10   |
| Jernur Bexultan                                                             | 10 km Freistil                | 25:39,5 min   | 32   |
| Ilijas Issabek                                                              | 10 km Freistil                | 26:03,6 min   | 42   |
| Swjatoslaw Matassow                                                         | 10 km Freistil                | DNS           | DNS  |
| Amirgali Muratbekow                                                         | 10 km Freistil                | 25:40,3 min   | 33   |
| Amirgali Muratbekow                                                         | 20 km Massenstart klassisch   | 57:37,2 min   | 7    |
| Nartay Turlybekuly                                                          | 10 km Freistil                | 26:01,6 min   | 40   |
| Nartay Turlybekuly                                                          | 20 km Massenstart klassisch   | 1:00:24,9 min | 28   |
| Sultan Basarbekow Jernur Bexultan Amirgali Muratbekow Ilijas Issabek        | 4 × 7,5 km klassisch/Freistil | 1:10:45,1 min | 5    |

| Athleten                                     | Wettbewerbe         | Qualifikation | Qualifikation | Viertelfinale | Viertelfinale | Halbfinale    | Halbfinale    | Finale        | Finale        | Rang |
| Athleten                                     | Wettbewerbe         | Zeit          | Rang          | Zeit          | Rang          | Zeit          | Rang          | Zeit          | Rang          | Rang |
| -------------------------------------------- | ------------------- | ------------- | ------------- | ------------- | ------------- | ------------- | ------------- | ------------- | ------------- | ---- |
| Frauen                                       |                     |               |               |               |               |               |               |               |               |      |
| Alessija Botschkarjewa                       | Sprint klassisch    | 4:03.56 min   | 43            | ausgeschieden | ausgeschieden | ausgeschieden | ausgeschieden | ausgeschieden | ausgeschieden | 43   |
| Marija Geratschenko                          | Sprint klassisch    | 4:04.19 min   | 45            | ausgeschieden | ausgeschieden | ausgeschieden | ausgeschieden | ausgeschieden | ausgeschieden | 45   |
| Laura Kinybajew                              | Sprint klassisch    | 3:58.17 min   | 37            | ausgeschieden | ausgeschieden | ausgeschieden | ausgeschieden | ausgeschieden | ausgeschieden | 37   |
| Jelisaweta Tolmatschjowa                     | Sprint klassisch    | 4:04.35 min   | 47            | ausgeschieden | ausgeschieden | ausgeschieden | ausgeschieden | ausgeschieden | ausgeschieden | 47   |
| Männer                                       |                     |               |               |               |               |               |               |               |               |      |
| Sultan Basarbekow                            | Sprint klassisch    | 3:05.86 min   | 13            | 3:04.38 min   | 2             | DSQ           | DSQ           | ausgeschieden | ausgeschieden | 13   |
| Jernur Bexultan                              | Sprint klassisch    | 3:15.42 min   | 46            | ausgeschieden | ausgeschieden | ausgeschieden | ausgeschieden | ausgeschieden | ausgeschieden | 46   |
| Ilijas Issabek                               | Sprint klassisch    | 3:01.54 min   | 2             | 3:01.21 min   | 2             | 3:01.30 min   | 1             | 3:04.71 min   | 5             | 5    |
| Swjatoslaw Matassow                          | Sprint klassisch    | 3:01.64 min   | 3             | 3:04.24 min   | 1             | 3:02.32 min   | 3             | ausgeschieden | ausgeschieden | 7    |
| Amirgali Muratbekow                          | Sprint klassisch    | 3:13.92 min   | 39            | ausgeschieden | ausgeschieden | ausgeschieden | ausgeschieden | ausgeschieden | ausgeschieden | 39   |
| Nartay Turlybekuly                           | Sprint klassisch    | 3:16.93 min   | 54            | ausgeschieden | ausgeschieden | ausgeschieden | ausgeschieden | ausgeschieden | ausgeschieden | 54   |
| Mixed                                        |                     |               |               |               |               |               |               |               |               |      |
| Laura Kinybajew Ilijas Issabek               | Teamsprint Freistil | 7:27,62 min   | 17            | —             | —             | —             | —             | ausgeschieden | ausgeschieden | 17   |
| Jelisaweta Tolmatschjowa Swjatoslaw Matassow | Teamsprint Freistil | 7:50,98 min   | 25            | —             | —             | —             | —             | ausgeschieden | ausgeschieden | 25   |

### Ski-Orientierungslauf
| Athleten                            | Wettbewerbe | Zeit      | Rang |
| ----------------------------------- | ----------- | --------- | ---- |
| Frauen                              |             |           |      |
| Karina Boranbajewa                  | Sprint      | 15:49 min | 19   |
| Walerija Tschupina                  | Sprint      | 19:56 min | 29   |
| Anschelika Garifowa                 | Sprint      | 20:48 min | 32   |
| Angelina Kusmina                    | Sprint      | 16:51 min | 24   |
| Jewgenija Zawjalowa                 | Sprint      | 18:04     | 27   |
| Männer                              |             |           |      |
| Iwan Bitkin                         | Sprint      | DSQ       | DSQ  |
| Alexander Firsow                    | Sprint      | 18:22 min | 22   |
| Nikita Jost                         | Sprint      | 19:09 min | 25   |
| Dawid Siwolapow                     | Sprint      | DSQ       | DSQ  |
| Ilja Taganaschkin                   | Sprint      | 20:52 min | 26   |
| Mixed                               |             |           |      |
| Angelina Kusmina Dawid Siwolapow    | Staffel     | 50:54 min | 15   |
| Karina Boranbajewa Alexander Firsow | Staffel     | 52:26 min | 19   |